# Campeonato Brasileiro Série A 2010
In 2010 werd de 54ste editie van de Campeonato Brasileiro Série A gespeeld, de hoogste voetbalklasse van Brazilië. De competitie werd gespeeld van 8 mei tot 5 december. Fluminense werd kampioen. 
Aan de competitie namen 20 clubs deel. Zij speelden in één grote groep en speelden een uit- en thuiswedstrijd tegen elk ander team in de competitie. De club met de meeste punten na 38 speelrondes, werd kampioen. Internacional mocht naar de tweede fase van de Copa Libertadores als titelverdediger en Santos als winnaar van de Copa do Brasil.

## Eindstand
| Plaats | Club                | Wed. | W  | G  | V  | Saldo | Ptn. |
| ------ | ------------------- | ---- | -- | -- | -- | ----- | ---- |
| 1.     | Fluminense          | 38   | 20 | 11 | 7  | 62:36 | 71   |
| 2.     | Cruzeiro            | 38   | 20 | 9  | 9  | 53:38 | 69   |
| 3.     | SC Corinthians      | 38   | 19 | 11 | 8  | 65:41 | 68   |
| 4.     | Grêmio              | 38   | 17 | 12 | 9  | 68:43 | 63   |
| 5.     | Atlético Paranaense | 38   | 17 | 9  | 12 | 43:45 | 60   |
| 6.     | Botafogo            | 38   | 14 | 17 | 7  | 54:42 | 59   |
| 7.     | Internacional       | 38   | 16 | 10 | 12 | 48:41 | 58   |
| 8.     | Santos              | 38   | 15 | 11 | 12 | 63:50 | 56   |
| 9.     | São Paulo FC        | 38   | 15 | 10 | 13 | 54:54 | 55   |
| 10.    | Palmeiras           | 38   | 12 | 14 | 12 | 42:43 | 50   |
| 11.    | Vasco da Gama       | 38   | 11 | 16 | 11 | 43:45 | 49   |
| 12.    | Ceará               | 38   | 10 | 17 | 11 | 35:44 | 47   |
| 13.    | Atlético Mineiro    | 38   | 13 | 6  | 19 | 52:64 | 45   |
| 14.    | Flamengo            | 38   | 9  | 17 | 12 | 41:44 | 44   |
| 15.    | Avaí                | 38   | 11 | 10 | 17 | 49:58 | 43   |
| 16.    | Atlético Goianiense | 38   | 11 | 9  | 18 | 51:57 | 42   |
| 17.    | Vitória             | 38   | 9  | 15 | 14 | 42:48 | 42   |
| 18.    | Guarani             | 38   | 8  | 13 | 17 | 33:53 | 37   |
| 19.    | Goiás               | 38   | 8  | 9  | 23 | 41:68 | 33   |
| 20.    | Grêmio Prudente     | 38   | 7  | 10 | 21 | 39:64 | 28   |

|  | Landskampioen en gekwalificeerd voor tweede fase Copa Libertadores 2011 |
|  | Gekwalificeerd voor tweede fase Copa Libertadores 2011                  |
|  | Gekwalificeerd voor eerste fase Copa Libertadores 2011                  |
|  | Gekwalificeerd voor Copa Sudamericana 2011                              |
|  | Degradatie naar Série B                                                 |

### Kampioen
| Campeonato Brasileiro Série A 2010 |
| Rio de Janeiro                     |
| ---------------------------------- |
| FLUMINENSE Kampioen (3° titel)     |